# Boinka
 (septembre 2020).
Boinka est une localité à l'ouest de l'État du Victoria en Australie à 417 km au nord-ouest de Melbourne sur la Mallee Highway, dans le bourg de Mildura. Elle est située dans le Sunraysia et compte 13 habitants en 2016.